# Monsieur de Charette
Cet article concerne une chanson. Pour le chef royaliste, voir François-Athanase Charette de La Contrie.
Monsieur de Charette est une chanson également connue sous le nom de Prends ton fusil Grégoire. Elle a été écrite et composée par Paul Féval en 1853 à la gloire de François-Athanase Charette de La Contrie, général de l'Armée catholique et royale du Bas-Poitou et du Pays de Retz durant la guerre de Vendée.

## Paroles
Refrain

Prends ton fusil Grégoire

Prends ta gourde pour boire

Prends ta vierge d'ivoire

Nos messieurs sont partis

Pour chasser la perdrix.

Monsieur d'Charette a dit à ceux d'Ancenis (bis)

« Mes amis, le roi va ramener la fleur de lys ».

Monsieur d'Charette a dit à ceux d'Loroux (bis)

« Mes bijoux, pour mieux tirer mettez-vous à genoux ».

Monsieur d'Charette a dit à ceux d'Montfort (bis)

« Frappez fort, le drapeau blanc défend contre la mort ».

Monsieur d'Charette a dit à ceux d'Clisson (bis)

« Le canon fait mieux danser que le son du violon ».

Monsieur d'Charette a dit à ceux d'Conflans (bis)

« Mes enfants, ralliez-vous à mon panache blanc ».

Monsieur d'Charette a mis sa plume au vent (bis)

« En avant on parlera longtemps des vieux Chouans ».

Dernier refrain

Prends ton fusil Grégoire

Prends ta gourde pour boire

Prends ta vierge d'ivoire

Nos messieurs sont partis

Pour délivrer Paris.